# Lijst van gotische gebouwen in Noord-Brabant
Dit is een (onvolledige) lijst van de gebouwen die in de gotische stijl zijn gebouwd in de Nederlandse provincie Noord-Brabant. 
Vaak zijn de gebouwen niet volledig in gotische stijl gebouwd, in dat geval worden enkel de gegevens van het gotische gedeelte gegeven.
| Naam                           | Functie                             | Start bouw (jaar) | Voltooid (jaar)    | Stijl            | Huidige staat                                                 | Oorspronkelijke hoogte (m) | Huidige hoogte (m)    | Lengte (m) | Breedte (m) | Stad             | Straat                  | Afbeelding |
| ------------------------------ | ----------------------------------- | ----------------- | ------------------ | ---------------- | ------------------------------------------------------------- | -------------------------- | --------------------- | ---------- | ----------- | ---------------- | ----------------------- | ---------- |
| Oude kerktoren                 | Kerktoren                           | ± 1300            | 15e eeuw           | Gotiek           | Gerestaureerd                                                 | 19 m                       | 36,5 m                | 5,7 m      | 5,7 m       | Baardwijk        | Winterdijk 58           |            |
| Sint-Salvatorkapel             | Kapel                               | 14e eeuw          | 14e eeuw           | Gotiek           | Verwaarloosd Afgebroken                                       | ?                          | ?                     | 34         | ?           | Baarle-Nassau    |                         |            |
| Sint-Martinuskerk              | Kerk                                | 15e eeuw          | ?                  | Gotiek           | Gerestaureerd (herbouw na 1621)                               | ?                          | ?                     | ?          | ?           | Woudrichem       | Kerkstraat 60           |            |
| Gevangenpoort                  | Stadspoort                          | 1573              | ?                  | Gotiek           | Gerestaureerd                                                 | ?                          | ?                     | ?          | ?           | Woudrichem       | Rijkswal                |            |
| Gevangenpoort                  | Stadspoort                          | 14e eeuw          | 14e eeuw           | Gotiek           | Gerestaureerd                                                 | ?                          | ?                     | ?          | ?           | Bergen op Zoom   | Poort Lievevrouwestraat |            |
| Markiezenhof                   | Stadspaleis                         | 1485              | 1511               | Laatgotiek       | Verbouwd                                                      | ?                          | ?                     | ?          | ?           | Bergen op Zoom   | Steenbergsestraat 6     |            |
| Sint-Gertrudiskerk             | Kerk                                | 1370 1489         | 1477 niet voltooid | Brabantse gotiek | Verbouwd en deels verwoest                                    | ?                          | ?                     | ?          | ?           | Bergen op Zoom   | Grote Markt 10          |            |
| Stadhuis van Bergen op Zoom    | Stadhuis                            | 1398              | voor 1498          | Gotiek           | Verbouwd Gerestaureerd                                        | ?                          | ?                     | ?          | ?           | Bergen op Zoom   | Grote Markt 1           |            |
| Grote of Onze Lieve Vrouwekerk | Kerk                                | 1410              | 1547               | Brabantse gotiek | Gerestaureerd                                                 | ?                          | Toren: 97 / Schip: 31 | 77         | 37          | Breda            | Kerkplein 2             |            |
| Kloosterkazerne                | Kapel                               | 1501              | 154                | Brabantse gotiek | Gerestaureerd en verbouwd tot kazerne en later casino         | ?                          | ?                     | ?          | ?           | Breda            | Kloosterplein 20        |            |
| Sint-Joostkapel                | Kapel                               | 1517              | 1517               | Gotiek           | Verbouwd                                                      | ?                          | ?                     | ?          | ?           | Breda            | Ginnekenstraat 23       |            |
| Sint-Martinus                  | Kerk                                | 1316              | 1564               | Gotiek           | Gerestaureerd                                                 | ?                          | ?                     | ?          | ?           | Breda            | Haagsemarkt 2           |            |
| Kasteel Stapelen               | Kasteel                             | 13e eeuw          | 13e eeuw           | Gotiek           | Neogotisch verbouwd en uitgebreid in de 19e eeuw              | ?                          | ?                     | ?          | ?           | Boxtel           | Haagsemarkt 2           |            |
| Visserstraat 16                | Woonhuis                            | 1490              | 1490               | Laatgotiek       | Verbouwd                                                      | ?                          | ?                     | ?          | ?           | Breda            | Visserstraat 16         |            |
| Visserstraat 18                | Woonhuis                            | 1490              | 1490               | Laatgotiek       | Verbouwd                                                      | ?                          | ?                     | ?          | ?           | Breda            | Visserstraat 18         |            |
| Voormalige Protestantse kerk   | Kerk                                | 15e eeuw          | 15e eeuw           | Gotiek           | Gerestaureerd                                                 | ?                          | ?                     | ?          | ?           | Hedikhuizen      | Hoge Maasdijk 9         |            |
| Grote of Sint-Catharinakerk    | Kerk                                | 1328              | 1555               | Gotiek           | Deels gesloopt                                                | ?                          | ?                     | ?          | ?           | Heusden          | Burchtstraat 2          |            |
| Sint Petrusbasiliek            | Kerk                                | 15e eeuw          | 16e eeuw           | Gotiek           | Gerestaureerd                                                 | ?                          | ?                     | ?          | ?           | Boxtel           | Oude Kerkstraat 11      |            |
| Stadhuis van Heusden           | Stadhuis                            | ?                 | 1461 / 1588        | Laatgotiek       | Vervangen                                                     | ?                          | ?                     | ?          | ?           | Heusden          | Pelsestraat             |            |
| Sint-Jansbasiliek              | Kerk                                | 1473 Toren: 1519  | 1493 Toren: 1552   | Kempense gotiek  | Verbouwd                                                      | ?                          | ?                     | ?          | ?           | Oosterhout       | Markt 17                |            |
| "De Dry Hamerkens"             | Woonhuis                            | ± 1580            | ± 1580             | ?                | Gerestaureerd                                                 | ?                          | ?                     | ?          | ?           | 's-Hertogenbosch | Hinthamerstraat 57      |            |
| De Moriaan                     | Woonhuis                            | 13e eeuw          | 13e eeuw           | Gotiek           | Gerestaureerd                                                 | ?                          | ?                     | ?          | ?           | 's-Hertogenbosch | Markt 79-85 oneven      |            |
| Sint-Antoniuskapel             | Kapel                               | 1491              | 1491               | Brabantse gotiek | Op de gevel na gesloopt                                       | ?                          | ?                     | ?          | ?           | 's-Hertogenbosch | Hinthamerstraat 217     |            |
| Sint-Catharinakerk             | Kerk                                | 14e eeuw          | 1546               | Gotiek           | Toren herbouwd na WOII                                        | ?                          | ?                     | ?          | ?           | Zevenbergen      | Markt 4                 |            |
| Sit-Janskathedraal             | Kerk                                | 1370              | 1530               | Brabantse gotiek | Gerestaureerd                                                 | ?                          | 63                    | 115        | 62          | 's-Hertogenbosch | Torenstraat             |            |
| Sint Jansstraat 1              | Woonhuis                            | ?                 | ?                  | Laatgotisch      | Gerestaureerd                                                 | ?                          | ?                     | ?          | ?           | 's-Hertogenbosch | Sint Jansstraat 1       |            |
| Raadhuis van 's-Hertogenbosch  | Stadhuis                            | ?                 | 1529               | Laatgotisch      | Verbouwd                                                      | ?                          | ?                     | ?          | ?           | 's-Hertogenbosch | Markt 1                 |            |
| Sint-Pancratiustoren           | Kerktoren                           | ?                 | 1400               | Kempense gotiek  | Kerk gesloopt                                                 | ?                          | ?                     | ?          | ?           | Hoogeloon        | Torenstraat 9           |            |
| Sint-Willibrordustoren         | Kerktoren                           | 1500              | 1559               | Kempense gotiek  | Kerk vernietigd en vervangen                                  | ?                          | ?                     | ?          | ?           | Alphen           | Heuvelstraat 1          |            |
| Sint Jans Onthoofdingkerk      | Toren                               | 1500              |                    | Kempense gotiek  | Kerk vervangen door nieuw gebouw in Traditionalistische stijl | ?                          | ?                     | ?          | ?           | Moergestel       | Kerkstraat 13           |            |
| Oude Kerk                      | Kerk                                | 15e eeuw          | 15e eeuw           | Kempense gotiek  | Kerkschip gesloopt                                            | 42                         | ?                     | 57         | 17          | Dongen           | Kerkstraat 56           |            |
| Lambertuskerk                  | Kerk                                | 1400              | 16e eeuw           | Kempense gotiek  | Kerkschip gesloopt                                            | ?                          | ?                     | ?          | ?           | Vught            | Helvoirtseweg 7         |            |
| Sint-Petrusbasiliek            | kerk                                | 1462              | 1515               | Kempense gotiek  | Gerestaureerd                                                 | ?                          | ?                     | ?          | ?           | Oirschot         | Markt 2                 |            |
| Ledevaertkerk                  | kerk                                | 15e eeuw          | 16e eeuw           | Kempense gotiek  | Toren en kerkschip vernietigt                                 | ?                          | ?                     | ?          | ?           | Chaam            | Dorpsstraat 1           |            |
| Geertruidskerk                 | kerk                                | 1315              | 1539               | Gotiek           | Gerestaureerd                                                 | ?                          | ?                     | ?          | ?           | Geertruidenberg  | Elfhuizen 3             |            |
| Oude Sint-Willibrorduskerk     | Kerk (Uitbreiding schip plus toren) | 1425              | 1470               | Kempense gotiek  | Gerestaureerd                                                 | ?                          | ?                     | ?          | ?           | Waalre-dorp      | Oude Torenstraat bij 6  |            |
| Kerk aan de Haven              | Kerk                                | 1450              | 1520               | Laat gotisch     | Gerestaureerd                                                 | ?                          | ?                     | ?          | ?           | Waalwijk         | Grotestraat 121         |            |
| Hervormde kerk                 | Kerk                                | 15e eeuw          | 15e eeuw           | Laat gotisch     | Gerestaureerd                                                 | ?                          | ?                     | ?          | ?           | Waspik           | Raadhuisstraat 17       |            |
| Lambertuskerk                  | Kerk                                | 1350              | 1502               | Gotiek           | Gerestaureerd                                                 | ?                          | ?                     | ?          | ?           | Raamsdonk        | Kerklaan 4              |            |
| Sint-Janskerktoren             | Kerktoren                           | 15e eeuw          | 15e eeuw           | Gotiek           | Kerkgebouw in te 19e eeuw vervangen door Waterstaatskerk      | ?                          | ?                     | ?          | ?           | Roosendaal       | Markt 2                 |            |
| Sint-Antonius Abtkerk          | Kerk                                | 15e eeuw          | 16e eeuw           | Gotiek           | Gerestaureerd                                                 | ?                          | ?                     | ?          | ?           | Terheijden       | Markstraat 4            |            |
| Hervormde kerk                 | Kerk                                | 1400              | 1475               | Kempense gotiek  | Gerestaureerd                                                 | ?                          | ?                     | ?          | ?           | Sprang           | Kerkstraat 34           |            |
| Hasseltse kapel                | Kapel                               | 1536              | 1536               | Gotiek           | Gerestaureerd                                                 | ?                          | ?                     | ?          | ?           | Tilburg          | Hasseltplein 7          |            |
| Sint-Annakapel                 | Kapel                               | ?                 | ?                  | Gotiek           | Gerestaureerd                                                 | ?                          | ?                     | ?          | ?           | Molenschot       | Kapelstraat 2           |            |